# 907
Cette page concerne l'année 907  du calendrier julien.  Pour le nombre 907, voir 907 (nombre). Pour le prototype, voir Peugeot 907.
L'année 907 est une année commune qui commence un jeudi.

## Événements

### Asie
- 10 janvier : les Qarmates sont battus par les troupes du calife abbasside à Al-Qadisiyya. Leur chef Zikrawayh, fait prisonnier, meurt peu après[1].
- 12 mai : Zhu Wen détrône le dernier empereur Tang et met fin à la dynastie Tang en Chine[2]. Il fonde la dynastie Hou Liang (fin en 923). Début de la période des cinq dynasties et des dix royaumes (fin en 960). La Chine est divisée en dix États régionaux. Le Nord retombe dans l’anarchie.

- Fondation du royaume Wu-Yue au Zhejiang (fin en 978)[3].
- En Mongolie, Yelü Abaoji est élu Khagan. Il parvient à unifier les tribus Khitan (proto-mongols) et se proclame empereur en 916[4].
- Début du règne de Parantaka Ier (en), roi Chola de Tanjore (fin en 953 ou 955). La puissance des Chola s'accroît en Inde du Sud[5].

### Europe

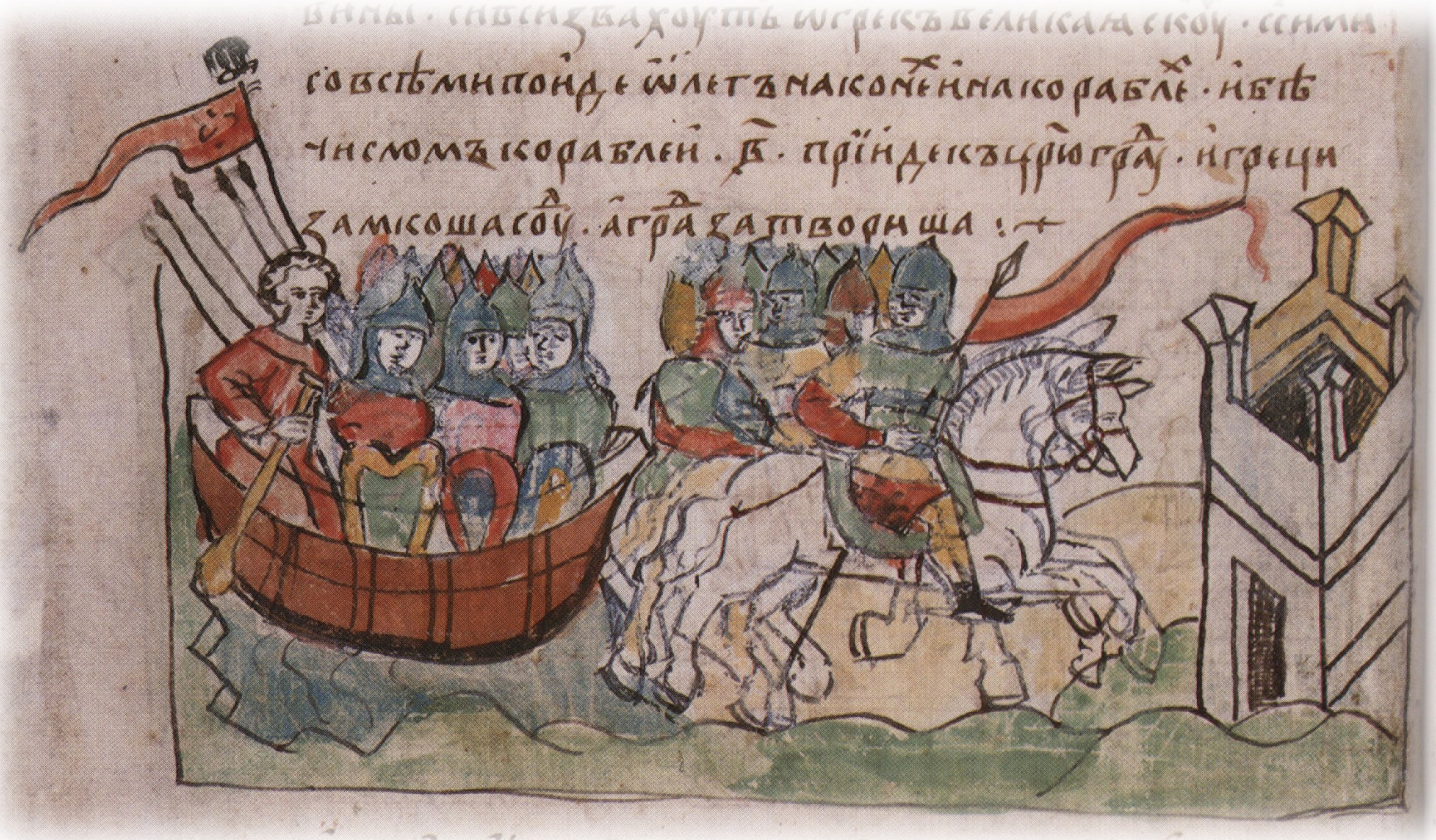
Oleg le Sage devant Constantinople. Chronique Radzivill

- 6 février : le patriarche de Constantinople Nicolas Mystikos est déposé et exilé[6].
  - L'empereur byzantin Léon VI le Sage épouse Zoé Carbonopsina en quatrièmes noces, qui est couronnée, déclenchant un conflit avec le patriarche de Constantinople Nicolas Mystikos et Aréthas de Patras, archevêque de Césarée. Nicolas refuse de reconnaître le mariage et la légitimité de l’enfant. Il ferme les portes de Sainte-Sophie à l’empereur. Accusé de complicité dans la conspiration d’Andronikos Doukas, il doit démissionner. Il est remplacé par le moine Euthymios. Le mariage est légitimé[6].
- 18 avril : Charles le Simple épouse Frédérune[7].
- 21 mai : Adèle, épouse du comte de Vermandois Herbert II, est mentionnée comme comtesse dans un diplôme de Charles III le Simple[8],[9].
- 4 - 5 juillet et 9 août : victoires des Magyars sur les Bavarois  et les Carantaniens à la bataille de Bratislava[10]. La marche d’Autriche est occupée jusqu’à l’Enns.
- 29 septembre : le Banu Qasi Lubb ibn Muhammad, qui s'est avancé jusqu'à Pampelune, est tué dans une embuscade tendue par le roi de Navarre Sanche Ier Garcia[11].

- À sa mort, le chef magyar Árpád[10] laisse cinq fils qui portent des noms turcs, dont le plus jeune est Zoltan. On ignore l’ordre de la succession jusqu’en 950 environ.
- Oleg le Sage, prince de Kiev, se présente devant Constantinople. Il prépare une double attaque de la ville, par terre et par mer (2000 embarcations). Les Byzantins signent avec les Slavo-varègues un traité de commerce (renouvelé et élargi en 911). Les Russes, qui exportent cire, miel, fourrures et esclaves sont affranchis de taxes et reçoivent l’autorisation de séjourner dans la ville en obtenant des subsides mensuels[12].